# Gale Gillingham
Gale Herbert Gillingham (Madison, 3 febbraio 1944 – Little Falls, 20 ottobre 2011) è stato un giocatore di football americano statunitense che ha giocato nel ruolo di offensive guard tutta la carriera con i Green Bay Packers della National Football League (NFL).

## Carriera professionistica
Gillingham fu scelto nel primo giro, 13º assoluto, del Draft NFL 1966 dai Green Bay Packers. Nella sua stagione da rookie si alternò come guardia sinistra titolare col veterano Fuzzy Thurston. Durante la stagione successiva Gale subentrò definitivamente a Thurston come titolare, giocando a fianco della guardia All-Pro Jerry Kramer. Partì come titolare nel Super Bowl II, vincendolo, nell'ultima gara della carriera di Vince Lombardi dopo 9 stagioni alla guida dei Packers>.
Gillingham fu ultimo membro dell'era Lombardi ai Packers a rimanere attivo nella franchigia. All'epoca del ritiro, Bart Starr, per il quale aveva bloccato quando Starr aveva guidato i Packers alle vittorie nei primi due Super Bowl, era diventato l'allenatore della squadra. Gillingham fu convocato per cinque Pro Bowl (1969, '70, '71, 73 e '74) e fu inserito sei volte nella formazione ideale della stagione All-Pro, due delle quali nel First-team (1969 e '70). Fu inserito nella Green Bay Packers Hall of Fame nel 1982.
L'unica stagione in cui non giocò nella formazione offensiva fu nel 1972 quando il capo-allenatore Dan Devine lo spostò inspiegabilmente nella linea difensiva malgrado Gillingham fosse il miglior giocatore della linea offensiva della squadra. In quell'annata, i successi dei Packers si basavano fortemente sul gioco nelle corse guidato da MacArthur Lane e John Brockington. La mossa di Devine, che fallì dopo che nella seconda partita Gillingham si ruppe un ginocchio concludendo la sua stagione, fu criticata perché abbassò drasticamente la pericolosità dei Packers nei playoff.

## Palmarès
- (2) Vincitore del Super Bowl, (I, II)
- (5) Pro Bowl (1969, 1970, 1971, 1973, 1974)
- (2) First-team All-Pro (1969, 1970)
- (4) Second-team All-Pro
- Packers Hall of Fame

## Statistiche
| Partite totali | 128 |